# Silene sabinosae
Silene sabinosae är en nejlikväxtart som beskrevs av Pitard. Silene sabinosae ingår i släktet glimmar, och familjen nejlikväxter. Inga underarter finns listade i Catalogue of Life.